# Sacrifice (videogioco)
Sacrifice è un videogioco d'azione con elementi RTS, creato dalla Shiny Entertainment, prodotto dalla Virgin Interactive e distribuito dalla Halifax.

## Trama
Sacrifice è ambientato in un mondo alieno e pericoloso, costantemente battuto da cinque divinità che si sono proposte di conquistarlo tutto. Le divinità sono Persephone, dea della Natura, Pyro, dio del fuoco, James, dio della terra, Charnel, dio della guerra e della morte e Stratos, dio dell'aria. All'inizio della partita, al giocatore sarà chiesto di impersonare un mago che successivamente dovrà scegliere per quale dio mettere al servizio la propria vita.

## Modalità di gioco
Il videogioco è un ibrido tra gioco d'azione e gioco di strategia. Da una parte il nostro mago dovrà combattere e acquisire punti, apprendere nuovi incantesimi, avanzare di livello e diventare sempre più potente. Dall'altra egli dovrà controllare un certo numero di creature che lo serviranno combattendo contro il nemico. Con il tempo, le partite assumeranno aspetti decisamente epici. Il giocatore potrà arrivare a controllare orde intere di armate estremamente diverse tra loro, avendo a disposizione numerose magie piuttosto pirotecniche.

## Accoglienza
Sacrifice, all'epoca della sua uscita, aveva riscontrato poco interesse. Nonostante la grafica, il sonoro e l'atmosfera decisamente coinvolgente, il gioco risultava macchinoso e complesso. Ci voleva un bel po' di pazienza prima che il giocatore riuscisse ad abituarsi alla struttura d'azione e di punta e clicca contemporaneo. Tuttavia, qualche mese dopo, negli Stati Uniti su internet incominciarono a imperversare le prime battaglie videoludiche, poiché il gioco sembrava possedere un enorme potenziale nelle partite in multiplayer.
Keith Stuart di The Guardian considerò Sacrifice come uno dei trenta migliori videogiochi dimenticati nel corso del tempo.